# Unterspiesheim
Unterspiesheim ist ein Gemeindeteil der Gemeinde Kolitzheim im unterfränkischen Landkreis Schweinfurt in Bayern.

## Geschichte
Zahlreiche Bodenfunde von Gegenständen aus der Jungsteinzeit bis hin zur Bronzezeit zeugen von der frühen Besiedlung der Gegend. Erstmals urkundlich erwähnt wurde Unterspiesheim (als Doppelsiedlung mit Oberspiesheim) im Jahr 747 als „Spiezesheim“. Um das Jahr 900 war die Siedlung ein Bauern- und Handwerkerdorf. Als eigene Siedlung aufgeführt wurde der Ort erstmals im Jahr 1248.
Die Vorfahren von Johannes Cuspinian (Humanist und Diplomat 1473–1529) stammen aus Ober- oder Unterspiesheim.
Im Zuge der Verwaltungsreformen in Bayern entstand mit dem Gemeindeedikt von 1818 die Gemeinde Kolitzheim. Sie wurde Teil des ehemaligen Landkreises Gerolzhofen. Am 1. Mai 1978 wurde die Gemeinde Unterspiesheim im Zuge der bayerischen Gemeindereform der heutigen Gemeinde Kolitzheim zugeordnet.
Im Ersten und Zweiten Weltkrieg fielen 37 Unterspiesheimer in Schlachten oder Kriegsgefangenschaft. Am 10. und 11. April 1945 kam es zu einem Artillerieduell zwischen der deutschen Flak und amerikanischen Panzern an der Unkenmühle. Dabei wurden zahlreiche Gebäude im Ort beschädigt.

## Sehenswertes

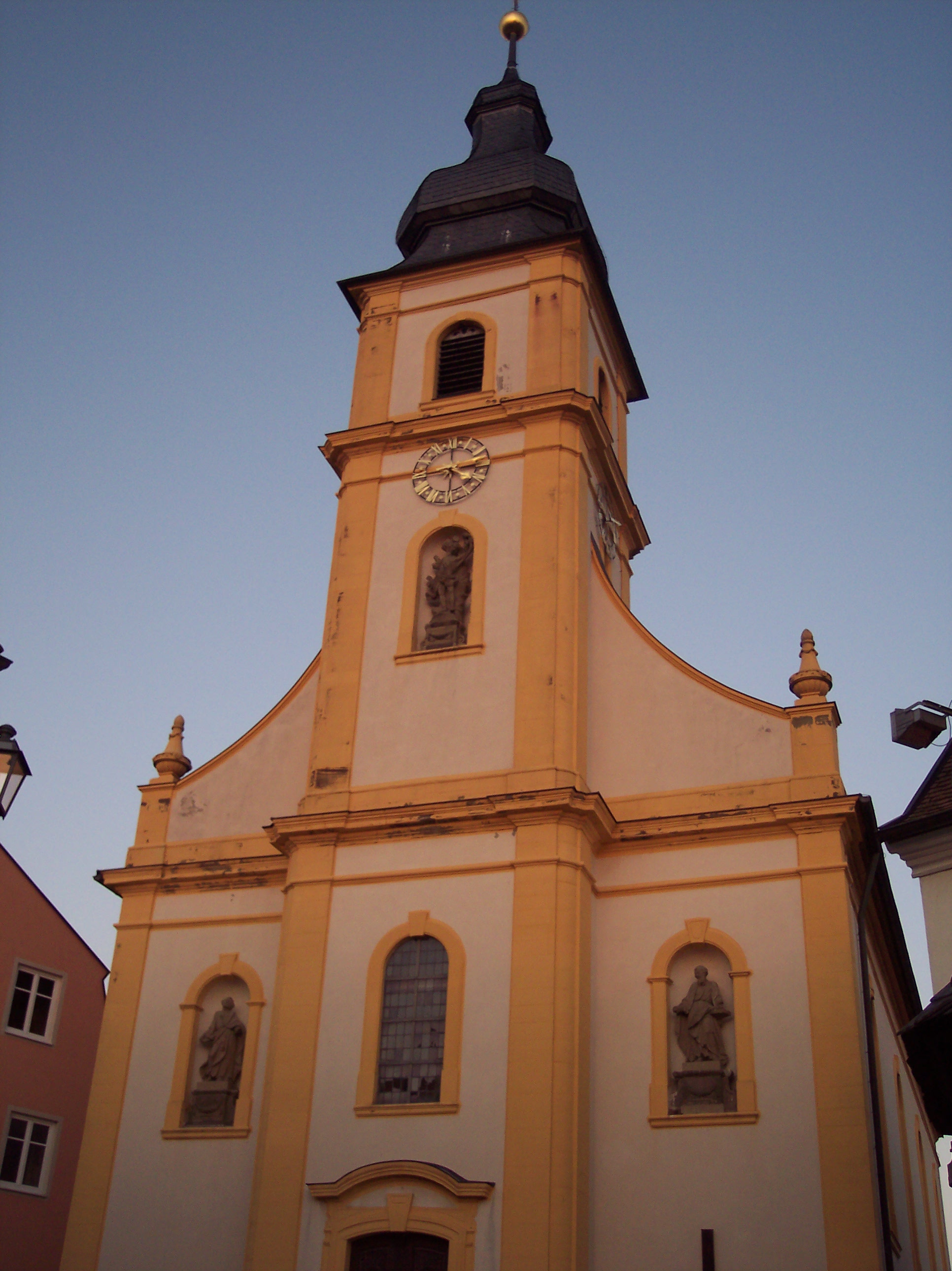
Katholische Pfarrkirche St. Sebastian in Unterspiesheim

- Die katholische Pfarrkirche St. Sebastian entstand in den Jahren 1786/90 an der Stelle eines älteren, baufällig gewordenen Gotteshauses. Die drei Altäre und die Kanzel sind nachgewiesene Werke des Würzburger Hofbildhauers Johann Peter Wagner.
- Ein malerisches Brunnenhäuschen aus dem späten 18. Jahrhundert erhebt sich auf dem Platz vor der Kirche.
- Das Dorfbild ist reich an Bildstöcken und figurengeschmückten Hofportalen

## Wirtschaft und Infrastruktur
Das Pfarrdorf wird von der Staatsstraße 2271 durchzogen.
Es gibt folgende Einrichtungen (2010):
- einen Kindergarten
- International School Mainfranken (seit 1. Oktober 2016 in Schweinfurt)
- eine Hauptschule (bis Juli 2010)
- Zweifachsporthalle der DJK Unterspiesheim
- Feuerwehr
- Zwei Geldinstitute (Filialen)
- Bäcker
- Einkaufsmarkt
- Friseur
- Gaststätte (Sportheim)
- Fahrschule

## Persönlichkeiten
- Heinrich VI. Pförtner († 1646), Abt von Kloster Ebrach (1641–1646)
- Johannes Cuspinian (latinisiert für Johannes Spießheimer; * 1473 in Schweinfurt; † 19. April 1529 in Wien, St. Stephan) war Humanist, Dichter und Diplomat in habsburgischen Diensten.